# Mesoscalpellum imperfectum
Mesoscalpellum imperfectum är en kräftdjursart som först beskrevs av Henry Augustus Pilsbry 1907.  Mesoscalpellum imperfectum ingår i släktet Mesoscalpellum och familjen Scalpellidae. Inga underarter finns listade i Catalogue of Life.